# 宋虎聲
宋 虎聲（ソン・ホソン、송호성、1889年? - 1959年3月24日）は、日本統治時代の朝鮮の独立運動家で、大韓民国の軍人。本名は宋虎。字は東山。中国では宋壽昌、韓青、宋弘萬、宋弘福、宋東山、宋日天、宋憲、韓憲など複数の偽名を利用した。小学校を出ただけで大陸に渡り、独立軍、中国軍、光復軍等に所属しながら転戦していた。中国地方軍閥の少将、光復軍参将（少将）。しかし中国における活動はあまり知られていない。

## 人物
1889年9月19日、咸鏡南道咸州郡松興里に生まれる。1913年6月の時点で普成理工専科学校に在学。後に中国に渡り、大韓独立軍団に参加。1921年、山西省に退避し、閻錫山に投降。その後、宋壽昌に名を変え中国籍を取得し、保定陸軍軍官学校に入学。1922年、河南の邯鄲軍官講習所に入所。
黄埔軍官学校軍官班で国民政府軍の正式な軍事教育を受けた後、第88師副師長、中央戦時工作幹部訓練団韓国青年班主任教官、七分校教官、第34集団軍第1騎兵師副師長を歴任した。
1933年、中央陸軍軍官学校洛陽分校韓人班編練処長。
1942年3月1日、光復軍の羅月煥が暗殺されると、後任として第5支隊長に就任し、暗殺事件解明後は第34集団軍に復職した。
光復軍では総司令部総練処長、第1支隊長（1945年5月1日付）、総司令部高級参謀を歴任した。
日本の降伏とともに帰国し、柳東悦の働きで朝鮮警備士官学校（第2期）に特別入学する。しかし米軍顧問から例外は認められないとして試験を受けるように要求された。ハングルで答えを書くことができなかったため、代わりに張昌国が文を書いて提出することによって入学することができた。教育期間中は訓練場には出ず、内務班に残って掃除をしていた。これに教官や同期生達は年齢待遇で目を瞑っていたが、李致業教官だけは頻繁に「宋候補生は出てこなかったか」と言い、出会えば「宋候補生の歩き方はなんだ」と指導していた。入学して1か月ほど過ぎると、1946年10月17日付で任少佐（軍番10156番）、金白一に代わり第3連隊長（2代目）に補される。
金九の部下で光復軍出身であり、年齢も高かったことから累進し、1946年12月13日より南朝鮮国防警備隊総司令官（2代目）となり、1948年11月20日まで勤めた。1947年5月から10月の間は陸士校長も兼務した。光復軍出身者が首脳となり中国系、とくに光復軍出身者が登用されて軍内に不明朗な空気を醸し、派閥意識を助長させた。そのため建軍の最重要期に総司令官を務めたが、学識、軍事知識、統率の才に欠け、派閥人事に終始して建軍の基礎を誤らせたと評された。
1948年10月19日、麗水・順天事件が勃発すると李範奭国防部長官から「私の責任じゃない。君が責任を負うべきだ。すぐ行きなさい」と叱咤されて出馬を決めた。事情を知らない者は総司令官が出馬すれば全般戦況の変化に対応しづらいという意見を述べたが、宋が責任上という理由で固執した。幸い北朝鮮にも思いがけない反乱であったので局地紛争すら起こらなかった。反乱軍討伐戦闘司令部は光州の第5旅団司令部に置かれ、宋も颯爽と乗り込んだが、特に幕僚部を編成することがなかったので、自然に白善燁情報局長が参謀長、金點坤情報課長らが作戦、情報、兵站等を手分けして補佐することになった。しかも宋は指揮や統率の才に欠けていたので、反乱鎮圧は白善燁、金點坤らの双肩にかかった。
10月24日、麗水奪還の陣頭に立ったが、あらかじめ敵情を偵察していなかったらしく頑強な抵抗を受け、攻撃は進展しなかった。しかも宋は搭乗していた装甲車の機関銃が不意に射撃を始め、その発射音で鼓膜が破れたので後送された。こうして麗水の第1次攻撃は失敗し、反乱軍は気勢を上げることになった。
1949年3月、護国軍司令官。5月、第5師団長。7月、第2師団長兼太白山脈地区戦闘司令官。
1950年2月、参謀学校修了。6月10日、青年防衛隊顧問団長。
6月25日、朝鮮戦争が勃発し、翌26日、軍事経験者会議に召集されるが、特に発言をすることはなかった。
青年防衛隊は何の機能も持たない青年の集まりに過ぎず、従う部下にも戦況を知らせてくれる者はなく、自宅で時間の経過を待つほかになかった。27日午後に青年防衛隊顧問の張興大佐が宋の自宅を訪れ、避難を勧めたが、宋は動く気配が無かった。諦めた張は一人で漢江を渡った。
ソウル陥落にあたっては、陸軍本部と行動を共にすることなく家に留まっていた。しかし人民軍が議政府まで来たという知らせを聞くと、妻と子を残して南に行こうとするが、漢江人道橋爆破事件により漢江を渡れなかった。その後は金奎植の家に隠れて過ごしたが、仁川上陸作戦後の9月27日、ソウルの桂洞（ケドン）で北朝鮮軍に拉致され、10月2日に平壌に到着した。その後、転向して北朝鮮軍に協力する。自発的なものか強要されたかは不明であるが、軍の元高官で反逆した者は、戦争中では宋虎聲のみである。このため大韓民国国家報勲処による独立有功者としての推薦は行われていない。
1952年、主に捕虜で編成された第22旅団の旅団長。大隊長には、朝鮮戦争前に越北した姜太武と表武源がいた。
1954年ごろ、北朝鮮にて国際スパイと反革命分子容疑で逮捕された。1958年、平安南道陽徳郡に流刑となり、翌1959年3月24日に脳出血で死亡した。
2003年、他の越北者とともに平壌の墓地に埋葬された。